# Chas Guldemond
Charles (Chas) Guldemond (Laconia (New Hampshire), 22 april 1987) is een Amerikaanse snowboarder.

## Carrière
Op de WSF wereldkampioenschappen snowboarden 2012 in Oslo veroverde Guldemond de wereldtitel op het onderdeel slopestyle. Bij zijn wereldbekerdebuut, op 11 januari 2013 in Copper Mountain, boekte de Amerikaan direct zijn eerste wereldbekerzege. In Stoneham-et-Tewkesbury nam hij deel aan de FIS wereldkampioenschappen snowboarden 2013, op dit toernooi eindigde hij als elfde op het onderdeel slopestyle.
In zijn carrière behaalde Guldemond twee bronzen medailles op de Winter X Games.
In 2014 nam Guldemond een eerste keer deel aan de Olympische Spelen. Op de slopestyle eindigde hij vijftiende.

## Resultaten

### Olympische Winterspelen
| Jaar | Plaats | Resultaten     |
| ---- | ------ | -------------- |
| 2014 | Sotsji | 15e Slopestyle |

### Wereldkampioenschappen
| FIS  | FIS                    | FIS            |
| Jaar | Plaats                 | Resultaten     |
| ---- | ---------------------- | -------------- |
| 2013 | Stoneham-et-Tewkesbury | 11e Slopestyle |

| WSF  | WSF    | WSF        |
| Jaar | Plaats | Resultaten |
| ---- | ------ | ---------- |
| 2012 | Oslo   | Slopestyle |

### Wereldbeker
Eindklasseringen
| Seizoen   | Algm | SBS |
| --------- | ---- | --- |
| 2012/2013 | 22e  | 8e  |
| 2013/2014 | 46e  | 20e |
| 2014/2015 | 19e  | 7e  |

Wereldbekerzeges
| Datum           | Plaats          | Onderdeel  |
| --------------- | --------------- | ---------- |
| 11 januari 2013 | Copper Mountain | Slopestyle |